# Mokgware
Mokgware est une ville du Botswana.